# Sokół (motocykl)
Sokół – nazwa polskich motocykli produkowanych w latach 1934–1939 w Państwowych Zakładach Inżynierii (PZInż) w Warszawie przy ul. Terespolskiej 36, oraz w latach 1947–1950 w Państwowych Zakładach Samochodowych nr 2 w Warszawie – tylko Sokół 125. Silniki były produkowane w „Ursusie”, a montaż w PZInż.

## Sokół 1000

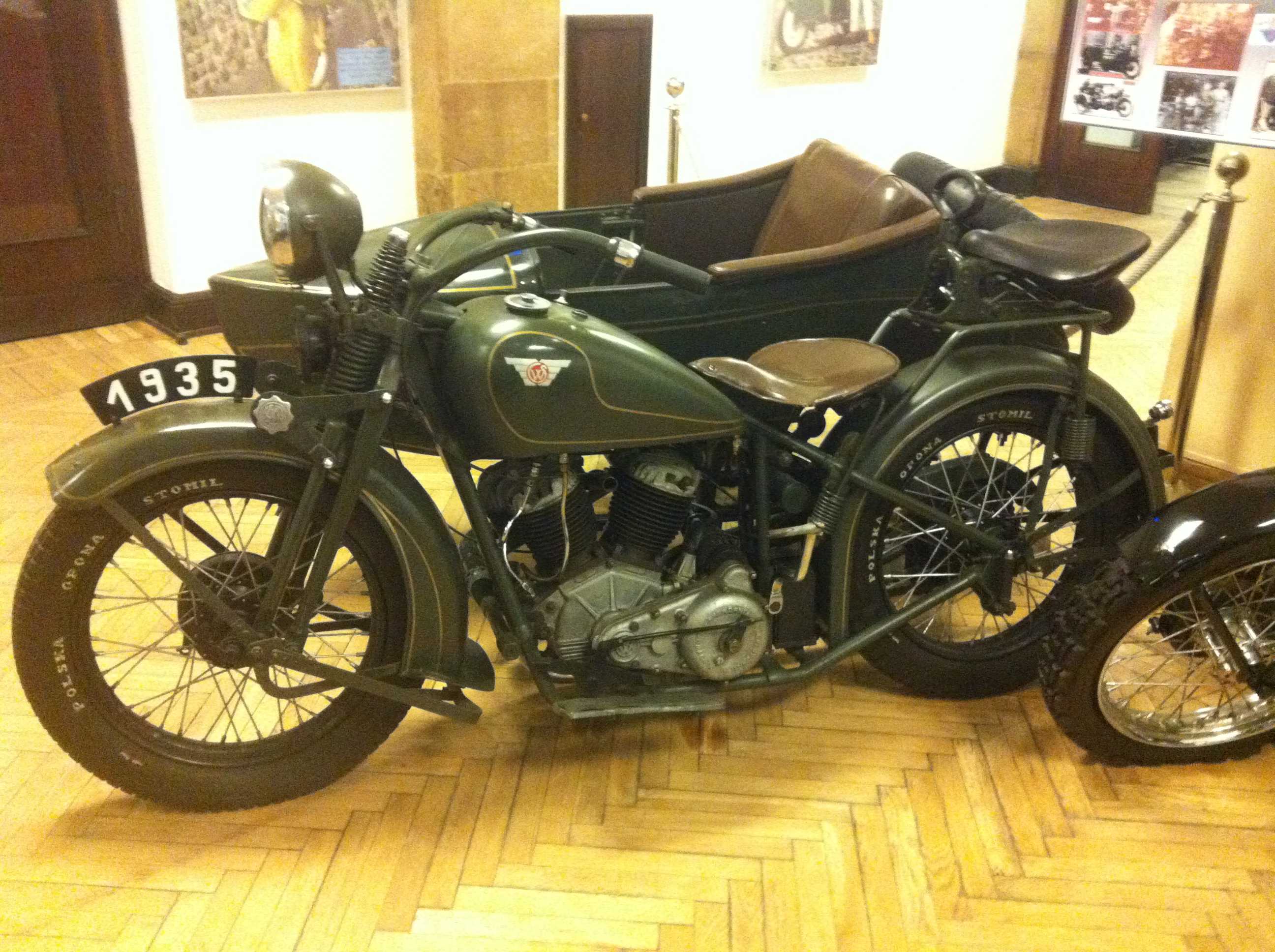
Sokół 1000 z wózkiem bocznym – eksponat w Muzeum Techniki w Warszawie

Nazwa ta pojawiła się po raz pierwszy dla oznaczenia motocykla turystycznego Sokół 600 RT, następnie w 1936 w nawiązaniu do popularnego Sokoła 600, nazwano tak produkowany już ciężki motocykl CWS M111, skonstruowany pod kierownictwem inż. Zygmunta Okołowa. Wszystkie egzemplarze Sokoła 1000 posiadały wózki boczne usytuowane z prawej strony, których gama była dość urozmaicona, także konstrukcji PZInż. wg projektu inż. Stanisława Panczakiewicza. Główną klientelę stanowiło wojsko, wykorzystując motocykle jako sprzęt łącznikowy, rozpoznawczy, a nawet jako stanowiska ogniowe (wózki z karabinem maszynowym). Przygotowano także gondole towarowe dla Poczty Polskiej, a dla nielicznych odbiorców cywilnych standardowe wózki osobowe. W ręce cywilnych użytkowników trafiła jednak niewielka część produkcji. Szacuje się, że było to najwyżej 15–20% z ok. 3300–3400 wyprodukowanych motocykli. W skład dodatkowego wyposażenia motocykla wchodziło koło zapasowe umieszczone na wózku, szybkościomierz z licznikiem kilometrów, zegar, pokrowce na wózek i koło zapasowe, pneumatyczny sygnał dźwiękowy oraz reflektor typu „szperacz”.
Z powodu różnego przeznaczenia Sokoły malowane były w kilku kolorach. Najbardziej rozpowszechnione to oczywiście wojskowa zieleń, ale były też czarne i ciemnoczerwone.
CWS M 111 i Sokoły 1000 nie były motocyklami o awangardowych rozwiązaniach konstrukcyjnych, jednakże ze względu na swoją niebywałą trwałość i terenowe przełożenia skrzyni biegów spisywały się znakomicie w ówczesnych ciężkich warunkach drogowych, a właściwie braku dróg o twardej nawierzchni.
Motocykle Sokół 1000 i 600 były najbardziej znanymi polskimi motocyklami przed wojną, stanowiły etatowe wyposażenie wojska. Kolejny model, Sokół 500 z silnikiem górnozaworowym powstał w 1938 roku. Tuż przed wojną wprowadzono jeszcze model Sokół 200, wyprodukowany w nielicznej serii.

## Sokół 125
Sokół 125 był pierwszym motocyklem skonstruowanym w Polsce po II wojnie światowej, a jego produkcję uruchomiono w 1947 w Państwowych Zakładach Samochodowych nr 2 w Warszawie. Nazwa Sokół nawiązywała do przedwojennych konstrukcji Państwowych Zakładów Inżynierii (PZInż).

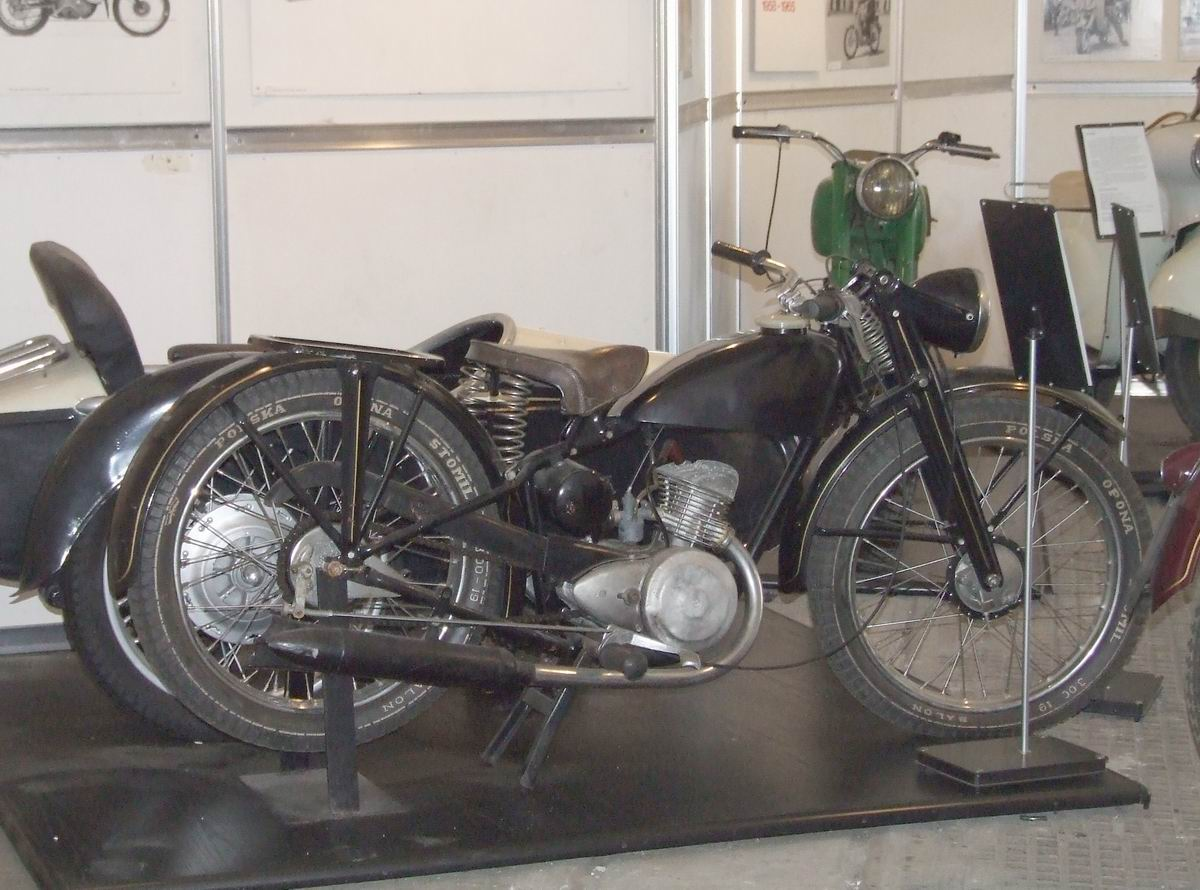
Sokół 125 w Muzeum Techniki w Warszawie

Opracowanie projektu rozpoczęło Centralne Biuro Techniczne, gdzie w warszawskim Wydziale Motocyklowym pod kierunkiem inż. Stefana Porazińskiego opracowano podwozie oparte na ramie z ciągnionych rur stalowych wzorowanej na motocyklu DKW RT125, ze sztywnym zawieszeniem tylnego koła i widelcem trapezowym w zawieszeniu przednim. W oddziale CBT w Bielsku zespół inż. Fryderyka Bluemke zaprojektował silnik S01 pojemności skokowej 125 cm³, wzorowany również na silniku DKW. Podwozia dla prototypowych motocykli wykonano w Czechowicach-Dziedzicach a silniki w Ustroniu. Początkowo zamierzano także produkcję Sokoła 125 zlokalizować na Górnym Śląsku, ostatecznie jednak ulokowano ją w PZS w Warszawie, zaś silniki S01 jako produkcję rozruchową wytwarzano przez kilka lat w Zakładach Metalowych we Wrocławiu-Zakrzowie.
W 1950 zapadła decyzja o zakończeniu produkcji na rzecz rozwoju ilościowego i jakościowego modelu SHL M04.

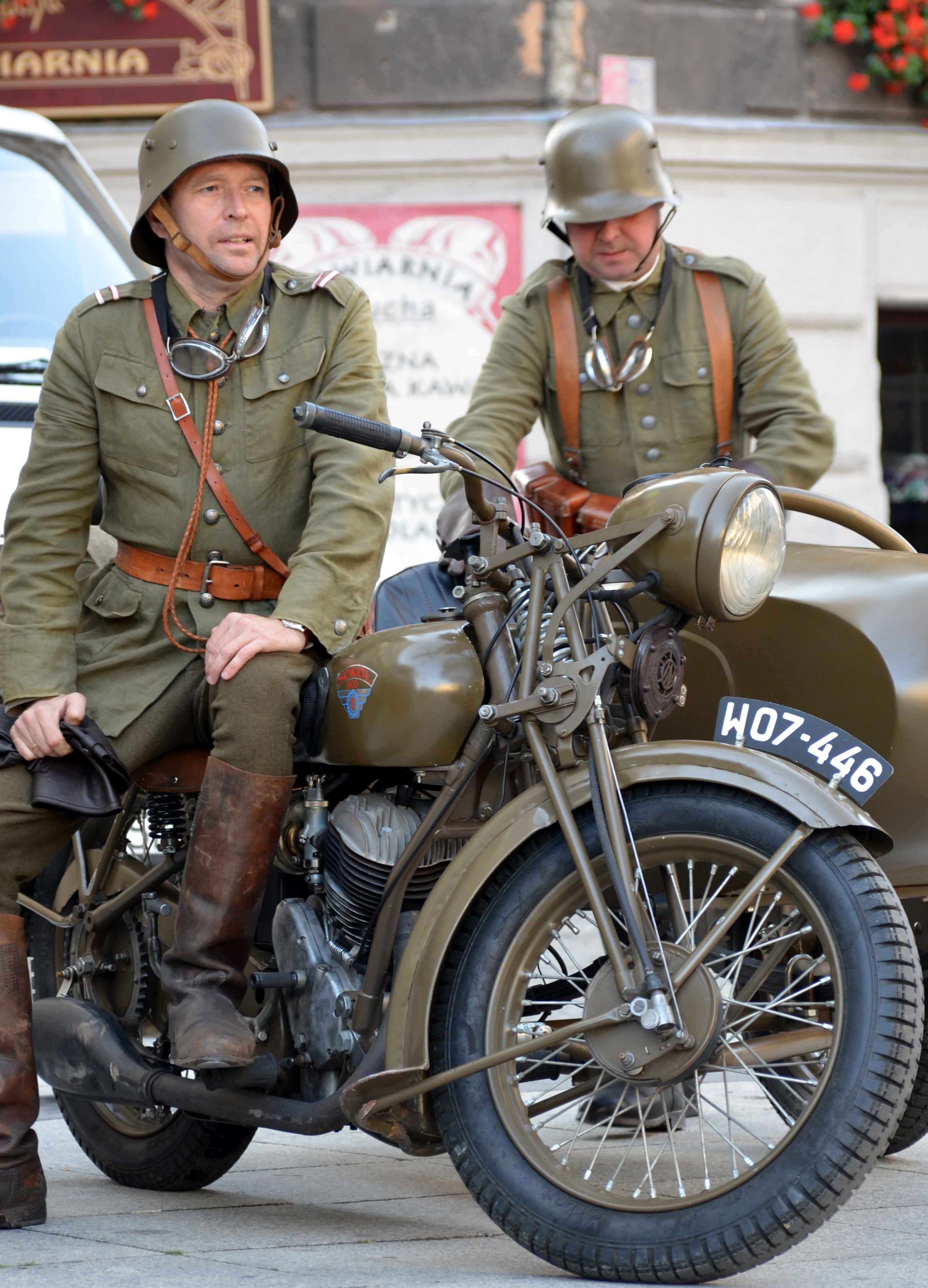
Rekonstruktorzy 10 Brygady Kawalerii na Sokole 600